# Корипе
Корипе (на испански: Coripe) е населено място и община в Испания. Намира се в провинция Севиля, в състава на автономната област Андалусия. Общината влиза в състава на района (комарка) Кампиния де Морон и Марчена. Заема площ от 52 km². Населението му е 1446 души (по преброяване от 2010 г.). Разстоянието до административния център на провинцията е 77 km.

## Демография
| 1996 | 1998 | 1999 | 2000 | 2001 | 2002 | 2003 | 2004 | 2005 | 2007 |
| ---- | ---- | ---- | ---- | ---- | ---- | ---- | ---- | ---- | ---- |
| 1620 | 1560 | 1560 | 1541 | 1478 | 1471 | 1435 | 1424 | 1429 | 1446 |